# Thymus schischkinii
Thymus schischkinii là một loài thực vật có hoa trong họ Hoa môi. Loài này được Serg. miêu tả khoa học đầu tiên năm 1936 publ. 1937.